# Archiv des Todes
Archiv des Todes ist eine 13-teilige Fernsehserie, die von 1978 bis 1980 von der DEFA für das Fernsehen der DDR produziert wurde. Die Folgen waren jeweils eine Stunde lang und wurden vom 4. Januar bis 28. März 1980 freitags um 20 Uhr gezeigt. Bereits 1963 entstand mit Geheimarchiv an der Elbe ein thematisch verwandter Film in der DDR. Eine ähnliche Serie mit teilweise denselben Mitwirkenden lief vier Jahre später unter dem Titel Front ohne Gnade.

## Handlung
Im November 1944 sind fünf internationale Widerstandskämpfer; Georg, Boris, Heiner, Hauptmann Ernst und Janek dabei, ein geheimes deutsches Archiv, das die Namen von Kollaborateuren enthält, an die Alliierten heranzutragen. Das Problem ist, dass bei weiterem Vormarsch der Sowjetarmee Gefahr besteht, dass dieses Archiv verlegt wird. Der genaue Ort dieses Archivs ist noch nicht bekannt, so wird die Gruppe mit dem Fallschirm an den Rand der Beskiden abgesetzt. Einer von ihnen, Georg, wird beim Absprung der Gruppe verletzt und von den anderen getrennt. In einem Sumpfgebiet wird er von der polnischen Partisanin Hanka gerettet. Als Georg durch seine Verletzung ausfällt, entführt Hanka mit dessen Freunden den Oberfeldarzt Dr. Laue. Dieser kann Georgs Verletzung behandeln. Die Gruppe wird durch verschiedene Umstände getrennt, findet aber wieder zusammen und kann den Auftrag weiter durchführen. Eine andere Verbündete finden die Widerstandskämpfer in der Funkerin Renate Wiesner. Gegenspieler sind Major Zirrgiebel und Hauptmann Frenzel von der Abwehr sowie SS-Standartenführer Hauk, SS-Obersturmbannführer Flint und SS-Obersturmführer Beisel.

## Entstehung & Veröffentlichung
Nebendarsteller
- Angel Stojanow: Marek/Wonsinsky
- Walter Lendrich: Älterer Stabsarzt
- Hans-Jürgen Müller-Hohensee: Gefreiter Damian
- Lutz Riemann: Walter Ohlig
- Gisela Leipert: Frau Ohlig
- Helmut Schreiber: Oberst des Ersatzbataillons
- Mathilde Danegger: Tante Beisel
- Werner Ehrlicher: Gefreiter
- Frank Schenk: Gefreiter Köpke
- Heinz Hinze: Vater Wiesner
- Hans-Joachim Hanisch: Oberfeldwebel Hagen
- Lothar Schellhorn: Unteroffizier Moll/Landser
- Willi Schrade: Obergefreiter Pieper/Kellner im Offizierscasino
- Jörg Panknin: Obergefreiter in Dachkammer
- Paul Berndt: Major
- Angela Brunner: Schwester Charlotte
- Adolf Peter Hoffmann: Militärarzt
- Harald Moszdorf: Älterer Hauptmann
- Petr Skarke: Stefan
- Gunter Friedrich: Obersturmführer Baum
- Peter Friedrichson: Soldat Schirmer/1. Streifenposten
- Frank Ciazynski: Sonderführer Wagner
- Detlef Bierstedt: Klöppel
- Wolfram Handel: Hauptscharführer Laux
- Karl Sturm: Fahrer von Flint
- Erik Veldre: Funker
- Klaus Gehrke: 1. Soldat auf Schiene
- Hartmut Beer: 2. Soldat auf Schiene
- Trude Brentina: Hankas Mutter
- Uwe Karpa: Streifenposten
- Horst Giese: Uffz. Mantei/Gestapomann
- Peter Zintner: Sonderführer
- Ernst-Georg Schwill: Landser/Uffz./Sanitätsgefr./Partisan
- Joachim Schönitz: Wachtposten
- Eckhard Bilz: Französischer Bauer/Heizer
- Erich Brauer: Schaffner
- Jochen Diestelmann: Oberst/Soldat/Schachspieler
- Gerd Michael Henneberg: Stadtkommandant von Krakau
- Klaus-Dieter Klebsch: Stabsoffizier/Hauptmann
- Jörg Knochée: Zugbegleiter/Offizier
- Siegfried Loyda: Oberst
- Willi Neuenhahn: Uffz. an Straßensperre
- Joachim Pape: Parteiführer/Goldfasan
- Horst Papke: Sanitätsgefreiter
- Werner Pfeifer: Gestapomann
- Günter Schubert: Kradmelder
- Hannes Stelzer: Soldat an Essenausgabe
- Helge Lang: Soldat

Mehrere deutsche Schauspieler, die in markanten Nebenrollen zu sehen waren, übernahmen gleichzeitig auch die Synchronisation anderer fremdsprachiger Schauspieler: Helmut Schellhardt als Henselmann und Stimme von Oberst Balkownik, Karl Sturm als Flints Fahrer und Stimme von Stepan und am markantesten Frank Schenk als junger Soldat im Archiv und Stimme der Hauptfigur Heiner. Leon Niemczyk, Gojko Mitić und Angel Stojanow sind mit ihren eigenen Stimmen zu hören. Die Rolle der Hanka wurde von Renate Rennhack gesprochen. Auch Waltraut Kramm und Günter Schubert übernahmen Synchronrollen.
Folgen
1. Ein Mann wird gejagt (4. Jan. 1980)
2. Überall lauert der Tod (11. Jan. 1980)
3. Die Spur geht verloren (18. Jan. 1980)
4. Ein Toter gibt keine Auskunft (25. Jan. 1980)
5. Der rätselhafte Funkspruch (1. Feb. 1980)
6. Spuk im Höllental (8. Feb. 1980)
7. Gelber Topas (15. Feb. 1980)
8. Signale aus der Schlucht (22. Feb. 1980)
9. Wettlauf  mit der Zeit (29. Feb. 1980)
10. Der Tote im Salz (7. März 1980)
11. Das Grab im Schacht (14. März 1980)
12. Der falsche Fotograf (21. März 1980)
13. Kennwort Pilatus (28. März 1980)